# ليني ويلش
ليني ويلش (بالإنجليزية: Lenny Welch)‏ هو مغني وموسيقي أمريكي، ولد في 15 مايو 1938 في نيويورك في الولايات المتحدة.

## وصلات خارجية
- الموقع الرسمي
- ليني ويلش على موقع IMDb (الإنجليزية)
- ليني ويلش على موقع ميوزك برينز (الإنجليزية)
- ليني ويلش على موقع ديسكوغز (الإنجليزية)